# Erotokritos
Erotókritos (en griego moderno, Ερωτόκριτος) es una epopeya de corte romántico, compuesta por el poeta griego Vitsentzos Kornaros a principios del siglo XVII. Se compone de 10.012 versos de quince sílabas. Narra los amores de dos jóvenes: Erotócrito (que en la obra aparece como Rotokritos o Rokritos) y Aretoussa ou Aretusa (en griego Αρετούσα). Los temas tratados son el honor, la amistad, el rango social y la valentía. El poema está escrito en dialecto cretense según el ritmo tradicional de las mantinadas.
Erotókritos, al igual que el Erophile de Georgios Hortatzis, constituye un ejemplo paradigmático de la literatura renacentista griega. Algunos extractos del Erotókritos han quedado como clásicos de la canción popular griega. Los nombres de ciertos lugares, como la cueva de Aretusa en Muniquia hacen referencia a los personajes de la obra.

## Argumento
La acción sucede en la antigua Atenas. Se desarrolla en una ciudad fuera del tiempo: paralelamente a las referencias a la antigua Grecia, encontramos anacronismos y numerosos elementos del mundo occidental, como los torneos de caballería. La intriga se divide en cinco partes: :
I. Heraclés, rey de Atenas, y su esposa conciben a una hija, Aretusa, tras muchos años de matrimonio. Años más tarde, el hijo del consejero real, Erotócrito, se enamora de la princesa. No pudiendo desvelarle su amor, canta bajo su ventana todas las tardes. Poco a poco, la joven va enamorándose de su misterioso cantor. Heraclés, cuando se entera de que un pretendiente ronda bajo la ventana de su hija todas las tardes, envía a su guardia y lo detiene. Erotócrito y su amigo matan a dos de los soldados y hieren a otros ocho. Comprendiendo que su amor es imposible Erotócrito intenta olvidar a Aretusa viajando a Eubea. El padre de Erotócrito cae enfermo y Aretusa, al ir a visitarlo, encuentra por casualidad un retrato y algunos poemas que le cantaba su admirador todas las tardes. Cuando este retorna a Atenas, se da cuenta de que el retrato y sus poemas han desaparecido. Se entera de que Aretusa ha entrado sola en su habitación. Aunque se sabe desenmascarado, no se atreve a aparecer en palacio: el peligro es demasiado grande. Así pues, se queda en su casa y decide no volver a ver a Aretusa. Al saber que Rotókritos está enfermo, la princesa le hace llegar un poema, desvelando así sus sentimientos.
II. El rey organiza un torneo de caballería para distraer a su hija. Numerosos príncipes, llegados de toda Grecia, participan en el torneo pero es Erotócrito quien lo gana.
III. Los amantes comienzan a verse secretamente bajo la ventana de Aretusa. La joven persuade a Erotócrito para que pida su mano al rey su padre, que por supuesto se niega categóricamente. Exasperado por la petición del joven, decide exiliarlo. Paralelamente, una embajada llegada de Bizancio le pide al rey que conceda la mano de su hija al príncipe de aquel lugar. Inmediatamente, la joven marcha para casarse secretamente con Erotócrito, antes de que éste abandone la ciudad. 
IV. A pesar de la insistencia de su padre, Aretusa rechaza la petición del príncipe de Bizancio. Para castigarla, Heraclés la encierra junto con su nodriza. Tras tres años, mientras los valacos asedian Atenas, Erotócrito vuelve disfrazado, para evitar que se le reconozca. Formidable guerrero, abate a cuantos enemigos se le ponen por delante. Con el fin de arbitrar el conflicto, el rey de Valaquia propone un duelo entre el campeón valaco y el campeón ateniense. Erotócrito, que ha ocultado su identidad y se hace llamar Crítidis, propone defender los intereses de Atenas. Tras un épico combate, sale triunfante aunque resulta gravemente herido.
V. El rey, agradecido, propone al extranjero herido convertirse en su heredero. Erotócrito sólo quiere casarse con Aretusa, todavía encerrada en la mazmorra. La princesa rechaza nuevamente cualquier casamiento. Erotócrito, dándose cuenta de que Aretusa ha seguido fiel durante estos años, utiliza un filtro mágico que le devuelve su apariencia. El rey acepta el matrimonio y se reconcilia con Erotócrito y su padre. El joven accede al trono de Atenas.